# Y a-t-il un homme en incubation... ?
Y a-t-il un homme en incubation… ? (titre original : Breeds There a Man…?) est une nouvelle de science-fiction d'Isaac Asimov publiée pour la première fois en juin 1951 dans le magazine Astounding Science Fiction. Elle est disponible en édition française dans les recueils de nouvelles Quand les ténèbres viendront, paru en 1970 et Le Robot qui rêvait, paru en 1988, dans lequel elle s'intitule Gestation.

## Résumé
Le Dr Ralson, ingénieur pour le compte de la Commission de l'Énergie atomique, est soudain pris d'un besoin de se suicider, selon lui inspiré par une puissance irrésistible. Le docteur Blaustein, psychiatre de son état, va devoir plonger dans des affaires top secrètes pour déceler l'origine du mal de son patient.
Selon Ralson, l'humanité est sous la surveillance d'une force qui l'étudie et l'empêche de trop se développer : chaque « poussée de croissance » - par exemple l'Athènes de Périclès - est annulée par une guerre ou une catastrophe qui empêche les hommes de dépasser un certain seuil. L'espèce pourrait même avoir été créée pour servir de cobaye. Ce n'est que récemment, avec la révolution industrielle, que l'expérience a été prolongée au-delà de ce seuil.
Or, les recherches de Ralson vont donner aux États-Unis un écran protecteur capable d'annuler la puissance atomique. Dès lors, l'humanité n'aura plus à craindre la guerre et pourra continuer à se développer sans que les expérimentateurs ne puissent plus la réguler. Pour cette raison, Ralson doit mourir !
La nouvelle ne résout pas la question de savoir si Ralson a raison ou non.

## Autour de l'œuvre
À la suite du largage de la bombe atomique sur Hiroshima, la science-fiction ayant pris une nouvelle forme, plus terre à terre, Isaac Asimov décida à son tour d'exploiter cette tendance.

## Traductions françaises
- Simone Hilling, 1970
- France-Marie Watkins, 1988